# Elania Nardelli
Elania Nardelli (Foggia, 7 luglio 1987) è una tiratrice a segno italiana.

## Biografia
Nata a Foggia nel 1987, è originaria di Candela, nella provincia foggiana.
Nel 2009 ha vinto un bronzo ai Giochi del Mediterraneo di Pescara nella carabina 10 metri aria compressa, chiudendo con 497.1 punti, dietro alla serba Andrea Arsović e a Petra Zublasing.
L'anno successivo, sempre nella carabina 10 metri, ha vinto un bronzo ai Mondiali di Monaco di Baviera, in Germania, terminando con 501 punti, dietro alle cinesi Siling Yi e Wu Liuxi.
A 25 anni ha partecipato ai Giochi olimpici di Londra 2012, in 2 gare: quella di carabina 10 metri aria compressa, dove è arrivata al 46º posto con 390 punti, e quella di carabina 50 metri 3 posizioni, nella quale ha terminato trentacinquesima con 574 punti.
Nel 2015 ha ottenuto il bronzo nella carabina a squadre agli Europei di Arnhem, nei Paesi Bassi, chiudendo con 1242,8 punti, dietro a Germania e Repubblica Ceca. Era in squadra con Sabrina Sena e Petra Zublasing.

## Palmarès

### Campionati mondiali
- 1 medaglia:
  - 1 bronzo (Carabina 10 metri a Monaco di Baviera 2010)

### Campionati europei
- 1 medaglia:
  - 1 bronzo (Carabina a squadre ad Arnhem 2015)

### Giochi del Mediterraneo
- 1 medaglia:
  - 1 bronzo (Carabina 10 metri aria compressa a Pescara 2009)